# Орлов, Григорий Никитич (воевода)
Григо́рий Ники́тич Орло́в — московский дворянин, воевода.
В 1612 году ходатайствовал перед «Владиславом Всея Руси» о пожаловании ему поместья в Суздальском уезде, принадлежавшего Дмитрию Пожарскому на том основании, что «князь Дмитрий Вам государям изменил и с Вашими государевыми людьми бился», формально Владислав пожаловал ему это поместье.
В 1615 году Орлов был воеводой в Пелыме, откуда был отозван в 1620 году. В 1626—1630 — воевода Саратова. В 1631 году был послан на Дон для встречи турецкого посла и охраны его от казаков. 16 мая 1633 был определён воеводой в Мангазею, отозван 25 мая 1635. В 1638 году Орлов участвовал в церемонии встречи крымского посла, а в 1639—1640 годах вновь был на воеводстве в Саратове. В 1646 году владел сельцом Новое в Подмосковье. О дальнейшей его биографии сведений нет; год смерти также неизвестен.
Во время воеводства Орлова стрелецким головой был Микифор Кошелев. При них саратовский гарнизон нанёс ощутимое поражение татарам, за что воевода был пожалован кубком, атласной шубой с собольим мехом на 89 рублей 28 алтын, 200 четвертей земли и годовой оклад в 40 рублей.